# Webheath
Webheath – dzielnica miasta Redditch, w Anglii, w hrabstwie Worcestershire, w dystrykcie Redditch. Leży 21 km na północny wschód od miasta Worcester i 155 km na północny zachód od Londynu.